# Plauener SuBC
Maillots
Le Plauener SuBC fut un club sportif allemand localisé dans la ville de Plauen dans la Saxe.
Le club tira son nom d’une fusion, survenue en 1919, entre le FC Apelles Plauen et le Plauener BC 05

## Histoire

### FC Apelles Plauen
Le club fut créé en début d’année 1905 et fut un des membres fondateurs de la. Verband Plauener Ballspielvereine, le 25 juin 1905.
Le FC Apelles remporta trois fois le championnat de la Gau Vogtland, de 1909 à 1911. Par la suite, il fut dominé par son rival local du Konkordia Plauen. 
Apelles Plauen participa une fois au huitièmes de finale et deux fois aux quarts de finale de la phase finale du championnat de la Verband Mitteldeutscher Ballspiel-Vereine (VMBV).
Après la Première Guerre mondiale, en 1919, le cercle fusionna avec le Plauener BC 05 pour former le Plauener SuBC.

### Plauener SuBC
Au milieu des années 1920, le Plauener SuBC participa quelques fois au tour final du championnat de la Verband Mitteldeutscher Ballspiel-Vereine (VMBV), mais il y subit la loi des clubs de Dresde ou de Leipzig.
Son plus grand résultat, le SuBC l’obtint en 1932 quand il remporta la Mitteldeutscher Pokal en battant Wacker Halle en finale (4-0). Grâce à cela, le Plauener SuBC se qualifia pour la phase finale du championnat national, où il fut battu (5-4, après prolongation), avec les honneurs, au premier tour, au Rote-Erdestadion de et par Schalke 04.
Dès leur arrivée au pouvoir, les Nazis, les prirent le contrôle des structures sportives avec le DRL/NSRL. Les compétitions de football furent réformées avec la création de seize ligues, les Gauligen. Les équipes saxonnes furent versées dans la Gauliga Sachsen. Le Plauener SuBC y accéda en 1935 en compagnie du VfB Glauchau. Relégué après une saison, il n’y remonta plus.
En 1945, le club fut dissous par les Alliés, comme tous les clubs et associations allemands (voir Directive n°23). Il ne fut jamais reconstitué.

## Palmarès

### FC Apelles Plauen
- Champion de la Gau Vogtland: 1909, 1910, 1911.

### Plauener SuBC
- Vainqueur de la Mitteldeutscher Pokal: 1932